# Toirdelbach Ua Briain
Toirdhealbhach Ua Briain, anglicanizado como Turlough O'Brien (1009 – 14 de julio de 1086), fue Rey de Munster y Rey Supremo de Irlanda.
Nieto de Brian Bóruma, Toirdelbach era hijo de Tadc mac Briain, asesinado en 1023 por su medio-hermano Donnchad mac Briain.
No sabemos nada de sus cuarenta primeros años de vida. No sería hasta la década de 1050 en la que Turlough encontró aliados en Connacht y en Leinster, particularmente en el poderoso rey de Leinster Diarmait mac Maíl na mBó, que respaldó sus pretensiones al trono de Munster. Le llevó unos diez años de constantes ataques el desposeer a su tío Donnchad de poder.
A la muerte de Diarmait, Toirdelbach tomó las riendas de poder, estableciéndose como gobernante de más de la mitad de Irlanda. Aunque no fue un gran líder militar,  fue un político capaz cuya influencia alcanzó el territorio de Ulaid y que fue capaz de hacer y deshacer reyes en Connacht. Murió después de más de do décadas en el poder, tras una larga enfermedad, pero controlando siempre los acontecimientos. Su hijo Muirchertach Ua Briain llegaría a ser el principal rey de su época, y su nieto Toirdelbach Ua Conchobair sería más grande aún.

## Peleas familiares
Toirdelbach era hijo de Tadc mac Briain, hijo de Brian Boru, y Mór, hija de Gilla Brigte Ua Maíl Muaid de Cenél Fiachach. Su padre fue asesinado en 1023, probablemente por orden de su medio hermano Donnchad mac Briain que se convirtió de esa forma en rey de Munster. Donnchad, aunque supo conservar el poder en Munster durante cuatro décadas, nunca fue capaz de conseguir el mismo éxito que su padre Brian. Las pruebas epigráficas muestran que se propuso ser rey de Irlanda y quizás se consideró a sí mismo como tal, pero los analistas e historiadores posteriores no reconocen tales pretensiones.
En cuanto a Toirdelbach, los anales no le mencionan hasta los años 1050, momento en el que buscó apoyo externo contra su tío. Los principales rivales de Donnchad en la época fueron Diarmait mac Maíl na mBó, Rey de Leinster de 1042, y Áed en Gaí Bernaig, Rey de Connacht de 1046. Diarmait en particular era una amenaza seria; aliado con Niall mac Eochada, Rey de Ulster,  instaló a su hijo Murchad como gobernante de Dublín en 1052, expulsando al cuñado y aliado de Donnchad, Echmarcach mac Ragnaill. Desde el comienzo de la década en adelante, Donnchad vivió bajo un continuo ataque por parte de Áed y Diarmait. Toirdelbach se unió por vez primera a Áed a comienzos de la década, atacando Tuadmumu en 1052 y derrotando contundentemente al hijo de Donnchad, Murchad en Corco Mruad, al noroeste del actual Condado de Clare en 1055. Hacia 1058 Toirdelbach había obtenido apoyo de Diarmait, ya que estaba presente cuando Diarmait, los hombres de Leinster y los de Osraige expulsaron a Donnchad de Limerick, ciudad que procedió a incendiar para evitar que cayera en manos enemigas, y le derrotaron en Sliabh gCrot en las montañas Galtee.
En 1060 Donnchad intentó para dividir a sus enemigos sometiéndose a Áed. Este movimiento fue en vano, ya que Áed atacó nuevamente en 1061, asolando la fortaleza de los Dál gCais en Kincora y quemando su iglesia en Killaloe. En 1062 Diarmait y Toirdelbach dirigieron un ejército a Munster. Murchad, hijo de Donchand, dirigió la resistencia,e incluso cuando Diarmait regresó a Leinster con sus hombres, Toirdelbach derrotó a sus parientes. Hacia 1063, Donnchad fue depuesto y viajó en peregrinación a Roma, donde murió al año siguiente. Diarmait Instaló a Toirdelbach como rey títere en Munster.

## Diarmait mac Maíl na mBó
Tras la deposición de Donnchad, Toirdelbach se convirtió en uno de los aliados clave de Diarmait particularmente en sus años finales, cuando su autoridad era desafiada dentro de Leinster. En 1066 Diarmait y Toirdelbach pagaron cada uno 30 onzas de oro al rey de Ciarraige Luachra de Munster Occidental por su ayuda en asesinar sus enemigos. En 1067 hicieron campaña juntos contra este mismo rey, al que derrotaron y mataron. El sobrino de Toirdelbach, Murchad, fue asesinado en 1068 durante una expedición.
Los Anales de Innisfallen recuerdan a Toirdelbach como un legislador, informando que en 1068: "Una ley y ordenanza fue hecha por Tairdelbach Ua Briain-y ninguna ley mejor se redactó en Mumu durante largo tiempo—con el resultado que ni vaca ni caballo fueron recogidos [por la noche] sino dejados vagar a voluntad." Ese mismo año, y quizás relacionado con la mencionada leyy, Máel Ísu mac Amalgada, comarba Pátraic o abad de Armagh y sucesor de San Patricio, visitó Munster por primera vez.
El aliado y protector de Toirdelbach, Diarmait mac Maíl na mBó afrontó dificultades en sus años finales, dificultades que llevaron a Toirdelbach a intervenir en nombre de Diarmait contra sus enemigos en Leinster. Los hijos de Diarmait murieron en 1070, dejando la sucesión incierta y discutida. Más tarde en 1070 Toirdelbach llevó un ejército a Leinster, tomando rehenes, y recibiendo la sumisión del rey de Osraige. Toirdelbach tuvo que regresar a Leinster otra vez en 1071 ante la guerra abierta entre el nieto de Diarmait Domnall, hijo de Murchad, y su sobrino Donnchad, hijo de Domnall Remair. Los anales informan de que los rehenes tomados por Toirdelbach fueron entregados a Diarmait mac Maíl na mBó. Toirdelbach dirigió también estos años un ejército en una razzia en 1071, e hizo que sus soldados construyeran puentes de madera sobre el Shannon, evidentemente con propósitos militares, en Áth Caille (quizá O'Briensbridge) y Killaloe.
Diarmait visitó Munster en 1071, distribuyendo regalos. Diarmait había entregado tesoros a Toirdelbach con anterioridad, entre los que se incluía la espada de Brian Bóruma espada, y "el estandarte del rey de los sajones". Este fue uno de las últimas acciones recordadas de Diarmait que murió en batalla el 7 de febrero de 1072.
Toirdelbach fue el principal beneficiario de la muerte de Diarmait, según los Anales de Innisfallen.
Conchobar Ua Máel Shechnaill, rey de Mide, fue asesinado al año siguiente y Toirdelbach aprovechó esto para saquear las tierras llanas y lanzar una expedición a Connacht donde obtuvo rehenes de Uí Conchobair y el Uí Ruairc. Dividió Leinster entre varios rivales, en una política de divide y vencerás que le funcionaría. Instaló en Dublín a Gofraid mac Amlaíb meic Ragnaill, quizá pariente de Echmarcach, como rey cliente.
Una campaña en 1075 dirigida contra los Uí Néill y sus aliados en el norte resultó menos bien. El hijo de Toirdelbach, Muirchertach fue derrotado por los Airgíalla cerca de Áth Fhirdia (moderno Ardee, Condado Louth) con graves pérdidas. Más o menos en la misms época, Gofraid fue desterrado de Dublín por Toirdelbach, según parece reemplazado por Domnall hijo de Murchad hijo de Diarmait mac Maíl na mBó, que gobernó poco tiempo antes de morir y fue reemplazado por el hijo de Toirdelbach, Muirchertach. Con Muirchertach instalando seguramente en Dublín, y otro hijo, Diarmait, gobernando sobre Waterford, Toirdelbach era el amo de media Irlanda.

## Más allá de Irlanda
Mientras el hijo de Toirdelbach, Diarmait, gobernante de Waterford, saqueaba Gales en 1080, en general Toirdelbach es visto como poco interesado en los asuntos exteriores a Irlanda que su protector Diarmait mac Maíl na mBó, o su hijo Muirchertach.
Fue durante el breve reinado de Gofraid sobre Dublín, el 6 de mayo de 1074, cuando Donatus, primer arzobispo de Dublín murió. Esto llevó al arzobispo de Canterbury, Lanfranc de Pavia, a interesarse por los asuntos irlandeses. Lanfranc, basándose, según él, en los escritos de Bede, había asegurado al Papa Alejandro II que Dublín formaba parte de la provincia de Canterbury y que a él le correspondía consagrar un nuevo obispo. También escribió a los reyes irlandeses afectados, tratando de no causar ofensa

## Divide y gobierna
Toirdelbach empleó la política de divide et impera para mantener control de Leinster e impedir la aparición de rivales en Connacht. En el norte,  apoyó a los Ulaid para debilitar a los Cenél nEógain de Ailech. Esta política consiguió traer la tranquilidad a Leinster, pero fue menos efectiva en el norte y el oeste.
Los Cenél nEógain, que no parecen haber tenido grandes candidatos para la corona, dieron su apoyo a Conchobar Ua Briain, nieto del tío de Toirdelbach, Donnchad mac Briain y el rival más claro de Toirdelbach en Munster. Conchobar había sido rey durante un breve periodo de tiempo cuando fue asesinado junto con su mujer. Su hermano Cennétig le sucedió.
En Connacht se enfrentaban tres ramas rivales de los Uí Briúin: los Ua Conchobair, los Ua Flaithbertaig, y los Ua Ruairc. Ruaidrí na Saide Buide de Ua Conchobair era rey de Connacht cuando se sometió a Toirdelbach en 1076. Toirdelbach depuso a Ruaidrí en 1079 y le reemplazó con un Ua Ruairc, Áed hijo de Art Uallach.
Los Ua Ruairc demostraron ser una amenaza para Toirdelbach y a sus vecinos. Máel Sechnaill, rey de Mide, se sometió a Toirdelbach en 1080, quizás por miedo a Ua Ruairc. La guerra estalló en 1084 entre Toirdelbach y Ua Ruairc, al que se unió Cennétig Ua Briain. Toirdelbach saqueó Mide, pero mientras estaba ausente los Conmaicne, clientes de Ua Ruairc, asaltaron Munster. Tuvo lugar una batalla en Monecronock, cerca del moderno Leixlip, el 19 de octubre de 1082 dónde los hijos de Toirdelbach, Muirchertach y Tadc vencieron y dieron muerte a Domnall Ua Ruairc y Cennétig Ua Briain.

## Muerte
Toirdelbach cayó seriamente enfermo en 1085 y perdió su cabello. Los Anales de los Cuatro Maestros, una fuente tardía y no siempre fiable, afirman que había estado enfermo por muchos años. Los Anales de Ulster informan que  "murió en Kincora [cerca de Killaloe] después de gran sufrimiento grande y largo arrepentimiento, y después de recibir el Cuerpo de Cristo y Su Sangre, el [14 de julio] en el año setenta y siete de su edad [1086]". Los anales del norte, poco dados al elogio de los reyes del sur, le llama "rey de Irlanda". Los Anales de Tigernach, otro registro del norte, califica a Toirdelbach rí urmóir Erenn, "rey de la parte más grande de Irlanda".
Toirdelbach probablemente se casó en tres ocasiones. Dubchoblaig de Uí Cheinnselaig, que murió en 1088, fue la madre de Diarmait, quizás nombrado por su pariente y protector de Toirdelbach, Diarmait mac Maíl na mBó. Derbforgaill de Osraige fue la madre de Tadc y Muirchertach. No se mencionan hijos con Gormlaith de Ua Fógarta y se desconoce el nombre de la madre de su hija Mór.
Mór se casó con Ruaidrí na Saide Buide. Su hijo Toirdelbach Ua Conchobair fue uno de los reyes más grandes de la Irlanda medieval. Mór murió en 1088, el año en qué una glosa a los Anales de Ulster registra el nacimiento de Toirdelbach. Toirdelbach aparentemente planeaba dividir sus tierras entre sus tres hijos. Tadc le sobrevivió únicamente unas semanas, muriendo por causas naturales en Kincora, después de lo cual Muirchertach y Diarmait se pelearon por la sucesión. Diarmait fue desterrado por su medio-hermano, y se exilió con la familia de su madre en Leinster.